# Podnoszenie ciężarów na Letnich Igrzyskach Olimpijskich 1976 – waga lekka mężczyzn
Rywalizacja w wadze do 67,5 kg mężczyzn w podnoszeniu ciężarów na Letnich Igrzyskach Olimpijskich 1976 odbyła się 21 lipca 1976 roku w hali Aréna Saint-Michel. W rywalizacji wystartowało 23 zawodników z 18 krajów. Tytułu sprzed czterech lat nie obronił Mucharbij Kirżynow z ZSRR, który tym razem nie startował. Nowym mistrzem olimpijskim został jego rodak - Petro Korol, srebrny medal wywalczył Francuz Daniel Senet, a trzecie miejsce zajął Kazimierz Czarnecki z Polski.

## Wyniki
| Pozycja | Zawodnik                | Reprezentacja     | Waga  | Rwanie | Rwanie | Rwanie | Podrzut | Podrzut | Podrzut | Wynik |
| Pozycja | Zawodnik                | Reprezentacja     | Waga  | 1      | 2      | 3      | 1       | 2       | 3       | Wynik |
| ------- | ----------------------- | ----------------- | ----- | ------ | ------ | ------ | ------- | ------- | ------- | ----- |
| 1. !    | Petro Korol             | ZSRR              | 67,10 | 130,0  | 135,0  | 135,0  | 170,0   | 170,0   | 175,0   | 305,0 |
| 2. !    | Daniel Senet            | Francja           | 67,00 | 130,0  | 130,0  | 135,0  | 160,0   | 165,0   | 165,0   | 300,0 |
| 3. !    | Kazimierz Czarnecki     | Polska            | 66,70 | 130,0  | 135,0  | 135,0  | 165,0   | 170,0   | 170,0   | 295,0 |
| 4       | Günter Ambraß           | NRD               | 67,10 | 125,0  | 130,0  | 130,0  | 165,0   | 170,0   | 172,5   | 295,0 |
| 5       | Yatsuo Shimaya          | Japonia           | 66,65 | 122,5  | 127,5  | 130,0  | 160,0   | 165,0   | 167,5   | 292,5 |
| 6       | Tony Urrutia            | Kuba              | 67,40 | 130,0  | 135,0  | 135,0  | 162,5   | 162,5   | 162,5   | 292,5 |
| 7       | Werner Schraut          | RFN               | 67,35 | 127,5  | 132,5  | 132,5  | 162,5   | 162,5   | 167,5   | 290,0 |
| 8       | Roland Chavigny         | Francja           | 67,20 | 125,0  | 130,0  | 130,0  | 150,0   | 155,0   | 157,5   | 285,0 |
| 9       | Kevin Welch-Kennedy     | Wielka Brytania   | 67,15 | 127,5  | 132,5  | 132,5  | 155,0   | 155,0   | 160,0   | 282,5 |
| 10      | Walter Legel            | Austria           | 66,85 | 120,0  | 125,0  | 125,0  | 147,5   | 152,5   | 160,0   | 272,5 |
| 11      | Dan Cantore             | Stany Zjednoczone | 67,15 | 120,0  | 125,0  | 125,0  | 152,5   | 152,5   | 157,5   | 272,5 |
| 12      | Kemal Başkır            | Turcja            | 66,85 | 117,5  | 122,5  | 125,0  | 145,0   | 150,0   | 150,0   | 270,0 |
| 13      | Gottfried Langthaler    | Austria           | 67,15 | 117,5  | 117,5  | 122,5  | 145,0   | 152,5   | 152,5   | 270,0 |
| 14      | Francisco Mateos        | Hiszpania         | 67,20 | 120,0  | 125,0  | 125,0  | 150,0   | 150,0   | 150,0   | 270,0 |
| 15      | Alan Winterbourne       | Wielka Brytania   | 66,75 | 115,0  | 115,0  | 120,0  | 152,5   | 157,5   | 157,5   | 267,5 |
| 16      | Julio Martínez          | Portoryko         | 67,05 | 112,5  | 117,5  | 122,5  | 142,5   | 147,5   | 147,5   | 260,0 |
| 17      | Warino Lestanto         | Indonezja         | 66,45 | 110,0  | 110,0  | 115,0  | 145,0   | 145,0   | 150,0   | 255,0 |
| 18      | Sergio Moreno           | Nikaragua         | 63,20 | 92,5   | 100,0  | 100,0  | 125,0   | 132,5   | 132,5   | 217,5 |
| –       | Elefterios Stefanudakis | Grecja            | 67,15 | 115,0  | 120,0  | 122,5  | 140,0   | 140,0   | 140,0   | DNF   |
| –       | Yūsaku Ono              | Japonia           | 67,50 | 125,0  | 130,0  | 130,0  | 160,0   | 160,0   | 160,0   | DNF   |
| –       | Dušan Drška             | Czechosłowacja    | 66,65 | 127,5  | 132,5  | 132,5  | 165,0   | 165,0   | 165,0   | DNF   |
| –       | Phillip Sue             | Nowa Zelandia     | 67,35 | 117,5  | 117,5  | 117,5  | -       | -       | -       | DNF   |
| –       | Zbigniew Kaczmarek      | Polska            | 67,10 | 130,0  | 130,0  | 135,0  | 167,5   | 172,5   | 175,0   | DSQ   |